# Normandija
Normandija (francosko Normandie, normansko Normaundie, Nouormandie, iz stare francoščine Normanz, množina Normant, prvotno iz besede za "northman" v več skandinavskih jezikih) je geografska regija v Franciji, ki ustreza nekdanji vojvodini Normandiji.
Leta 1956 je bila Normandija razdeljena na dve upravni regiji: Spodnja Normandija in Zgornja Normandija, ki sta bili združeni v eno regijo z veljavnostjo od 1. januarja 2016. Celinsko ozemlje obsega 30.627 km² in predstavlja pretežni del Normandije ter približno 5 % ozemlja Francije. Prebivalstvo Normandije šteje okoli 3.450.000. Na kontinentu okoli 3.260.000 ali 5,5 % prebivalcev Francije (v letu 2005). Kanalski otoki (navedeni kot Îles anglo-Normandes v francoščini) so zgodovinsko del Normandije in obsegajo 194 km² ali dve bailiffovi okrožiji: Guernsey in Jersey, ki sta poderejena britanski kroni.
Zgornja Normandija (Haute-Normandie) je sestavljena iz francoskih departmajev Seine-Maritime in Eure in Spodnja Normandija (Basse-Normandie) iz departmajev Orne, Calvados in Manche. Prvotna pokrajina Normandija je bila sestavljena iz današnje Zgornje in Spodnje Normandije, kot tudi manjših površin sedaj deli departmajev Mayenne in Sarthe. Ime izhaja od naselij na ozemlju, ki so ga zasedali Vikingi (Norsemen) od 9. stoletja in potrjeno s pogodbo iz 10. stoletju. Stoletje in pol po Normanski osvojitvi Anglije leta 1066, sta bili Normandija in Anglija povezani z normanskimi in frankovskimi vladarji.
Med drugo svetovno vojno je zavezniška vojska izvedla izkrcanje na dan D na plažah Normandije, pod oznako Operacija Overlord in začel se je dolgotrajen boj za Normandijo in osvoboditev Pariza ter obnovo Francoske republike. To izkrcanje je bila pomembna prelomnica v vojni.
Spodnja Normandija je pretežno kmetijska, z živinorejo kot najbolj pomembnim sektorjem. Bocage je mozaik majhnih področij omejenih z visokimi živimi mejami, tipičnih za zahodno območje. Zgornja Normandija ima večjo koncentracijo industrije. Normandija je pomembna regija za proizvodnjo žganih pijač calvadosa (jabolčno žganje) in sadjevca. Druge dejavnosti gospodarskega pomena so mlečni proizvodi, lan (60 % proizvodnje v Franciji), konjereja (vključno z dvema francoskima nacionalnima kobilarnama), ribolov, morski sadeži in turizem. Regija ima tri francoske jedrske elektrarne. Na voljo je tudi enostaven dostop do Velike Britanije preko pristanišč Cherbourg, Caen (Ouistreham), Le Havre in Dieppe.

## Zgodovina
Arheološke najdbe, kot so jamske poslikave, dokazujejo, da so bili v regiji ljudje prisotni že v pradavnini.
Belgi in Kelti, znani kot Galci so vdrli v Normandijo v več zaporednih valovih od 4. do 3. stoletja pred našim štetjem.
Ko je Julij Cezar napadel Galijo, je bilo v Normandiji devet različnih galskega plemena.
Romanizacija Normandije je bila dosežena z običajnimi metodami: rimskimi cestami in politiko urbanizacije. Klasicisti so imeli znanje mnogih galsko-rimskih vil v Normandiji.
V poznem 3. stoletju so Normandijo opustošili barbarski vpadi. V obalna naselja so vdrli saški pirati. Tudi krščanstvo se je začelo širiti na območje v tem obdobju. Leta 406 so germanska plemena začela vdirati iz vzhoda, medtem ko so Sasi podjarmili normansko obalo. Rimski cesar se je umaknil iz večjega dela Normandije.
Že leta 487 je območje med rekama Somo in Loaro prešlo pod nadzor frankovskega gospodarja Klodvika.
Vikingi so začeli napad po dolini Sene sredi 9. stoletja. Napadali so in uničevali samostane, vključno enega v Jumièges, ko so izkoristili čas po razpadu imperija Karla Velikega da zavzame severno Francijo. Vojvodino Normandijo je ustanovil danski Viking Hrolf Ragnvaldsson ali Rollo (znan tudi kot Robert Normandijski). Rollo je oblegal Pariz, a v letu 911 vstopil kot vazal h kralju Zahodnih Frankov, Karlu Preprostemu prek pogodbe v Saint-Clair-sur-Epte. V zameno za njegov poklon in zvestobo, je Rollo zakonito pridobil ozemlje, ki so ga on in njegovi zavezniki Vikingi že osvojili. Ime Normandija odraža Rolloja Vikinga (tj Norsemen - severnjak).
Potomci Rolloja in njegovi privrženci so sprejeli lokalni galsko-romanski jezik in se asimilirali s prvotnimi prebivalci tega območja. Postali so Normani - z normansko govorečo mešanico skandinavščine, nekakšne keltščine, orknejščine, anglo-danščine, saščine in avtohtone frankovščine in galščine.
Rollojev potomec Viljem, vojvoda Normandije, je postal kralj Anglije leta 1066, Normanska osvojitev je dosegla vrhunec v bitki pri Hastingsu, medtem ko je ohranil Vojvodino Normandijo zase in za svoje potomce.

### Širitev Normanov
Poleg zasedbe Anglije in poznejših osvajanj v Walesu in na Irskem, so se Normani razširili tudi na druga področja. Normanske družine, kot so Tankred iz Hautevilla, Rainulf Drengot in Guimond de Moulins so igral pomembno vlogo pri normanskem osvajanju južne Italije in križarskih vojn.
Drengotov rod in Tankredovi sinovi William I. of Hauteville, Drogo Hautevillski, Humphrey  Hautevillski, Robert Guiscard in Rogerij I. Sicilski, so postopoma osvojili ozemlja v južni Italiji in leta 1130 ustanovili Kraljevino Sicilijo. Prav tako so zasedli mesto zase in za svoje potomce v križarskih državah v Mali Aziji in Sveti deželi.
V 14. stoletju je normanski raziskovalec Jean de Béthencourt ustanovil kraljestvo na Kanarskih otokih. Béthencourt je prejel naziv kralj Kanarskih otokov, toda priznan kot fevdni gospod Henrika III. Kastiljskega, ki je zagotovil pomoč v času osvajanja.

### 13. do 17. stoletje
Leta 1204, v času vladavine angleškega kralja Ivana, je celinska Normandija vzeta iz Anglije pod francoskim kraljem Filipom II.. Otoška Normandija (Kanalski otoki) je ostala pod angleško kontrolo. Leta 1259 je Henrik III. Angleški priznal zakonitost francoske posesti na celini s pogodbo iz Pariza (1259). Njegovi nasledniki pa so se pogosto borili za ponovno pridobitev nadzora nad celinsko francosko Normandijo.
Charte aux Normands, ki jo je izdal Ludvik X. Francoski leta 1315 (in pozneje ponovno potrjena leta 1339) - je analogna Magni Carti dodeljeni Angliji v obdobju po letu 1204 - zajamčene svoboščine in privilegije pokrajini Normandiji.
Francosko Normandijo so angleške sile zasedale med stoletno vojno v času med 1345-1360 in ponovno 1415-1450. Normandija je izgubila tri četrtine prebivalstva v času vojne. Blaginja se je vrnila v Normandijo do verskih vojn. Ko so se mnoga normanska mesta (Alençon, Rouen, Caen, Coutances, Bayeux) pridružila protestantski reformaciji, so sledile bitke po vsej pokrajini. Na Kanalskih otokih, je bilo zatrto obdobje kalvinizma po reformaciji, ko je bil uveden anglikanizem po angleški državljanski vojni.
Samuel de Champlain je zapustil pristanišče Honfleur leta 1604 in ustanovil Acadio (danes Nova Škotska). Štiri leta kasneje je ustanovil Quebec City. Od takrat dalje, Normani sodelujejo v politiki širitve v Severni Ameriki. Nadaljevali so raziskovanje Novega sveta: René Robert Cavelier, Sieur de La Salle je potoval na območje Velikih jezer, nato pa po reki Mississippi; Pierre Le Moyne d'Iberville in njegov brat Lemoyne de Bienville sta ustanovila Louisiano, mesto Biloxi, Mobile in New Orleans. Ozemlja, ki so se nahajala med Quebecom in Mississippijevo delto so omogočila vzpostaviti Kanado in Louisiano. Kolonisti iz Normandije so bili med najbolj dejavnimi v Novi Franciji, ki je vključevala  Acadio, Kanado in Louisiano.
Honfleur in Le Havre sta bili dve glavni trgovinski pristanišči za sužnje v Franciji.

### Moderna doba
Čeprav je bilo kmetijstvo še vedno pomembno, so uvedli in razvili tekstilno, metalurško in industrijo keramike ter rafiniranje sladkorja in ladjedelništvo.
V 1780-tih je Normandijo prizadela gospodarska kriza in kriza starega režima, kot tudi druge dele naroda, kar je vodilo do francoske revolucije. Slabe letine, tehnični napredek in učinki sporazuma Eden podpisanega med Anglijo in Francijo leta 1786, je prizadel zaposlovanje in gospodarstvo pokrajine. Normani so delali pod težkim davčnim bremenom.
Leta 1790 je bila nekdanjo pokrajina Normandija razdeljena na pet departmajev.
11. julij 1793 Normanka Charlotte Corday umori Jean-Paula Marata.
Normani so se odzvali na le malo od številnih političnih prevratov, ki so bili značilni za 19. stoletje. Na splošno so smiselno sprejeli spremembe režima (Prvo Francosko cesarstvo, Obnova Bourbonov, Julijska monarhija, Francoska Druga republika, Drugo francosko cesarstvo, Francoska Tretja republika).
Po francoskih revolucionarnih vojnah in napoleonskih vojnah (1792-1815) je sledilo oživljanje gospodarstva (mehanizacija v proizvodnji tekstila, prvi vlaki, ...).
Nova gospodarska aktivnost je spodbujala obalni obmorski turizem. 19. stoletje je zaznamovalo rojstvo prvih letovišč.
Med drugo svetovno vojno je bila, po premirju 22. junij 1940, celinska Normandija del nemškega zasedenega območja Francije. Kanalske otoke so zasedle nemške sile med 30. junijem 1940 in 9. maj 1945. Mesto Dieppe je bilo mesto neuspešne  Operacije Jubilee s kanadskimi in britanskih oboroženimi silami.
V zavezništvo so bile vključene Velika Britanija, ZDA, Kanada, ki so usklajevale množično kopičenje vojakov in dobav za podporo invaziji na Normandijo v izkrcanju imenovanem tudi Dan D, 6. junija 1944, pod oznako Operacija Overlord. Nemci so se vkopali v utrjena gnezda nad plažami. Caen, Cherbourg, Carentan, Falaise in druga normandijska mesta so v bitki utrpela veliko žrtev in bila močno poškodovana. Bitka se je nadaljevala vse do bitke pri Falaise Gap med Chamboisom in Mont Ormelom. Sledila je osvoboditev Le Havra.
To je bila pomembna prelomnica v vojni, katere posledica je bila ponovna vzpostavitev Francoske republike. Preostanek Normandije je bil osvobojen šele 9. maja 1945 ob koncu vojne, ko se je končala okupacija Kanalskih otokov.

## Geografija
Zgodovinska vojvodina Normandija je bil neodvisna vojvodina, ki je obsegala nižje predele ob Seni, Pays de Caux in regijo na zahodu prek Pays d'Auge, kolikor je polotoka Cotentin.
Zahodna Normandija pripada Armoriškemu masivu, medtem ko velik del regije pripada pariški kotlini. Geologija Normandije sega od paleoproterozoika  do kvartarja. Francoske najstarejše kamnine so na površju v Jobourgu , na polotoku Cotentin. V pariški kotlini. so se našli veliko fosilov. Regija meji ob severnih obalah na Rokavski preliv. Na zahodu obstajajo granitni klifi in apnenčasti klifi na vzhodu. Klifi les Vaches Noires so znani tudi po fosilih. V središču regije so ob obali tudi dolge plaže. Bocage je tipična zahodna pokrajina, ki je povzročala težave pri napadu sil v bitki za Normandijo. Pomembna značilnost pokrajine je ustvarjena z meandri reke Sene, ko se približuje izlivu v morje.
Najvišja točka je Signal d'Écouves (417 m) v masivu Armoricain.
Normandija je redko gozdnata : 12,8% ozemlja je pokritega z gozdom, v primerjavi s francoskim povprečjem 23,6 %, se pa ta delež med departmaji razlikuje. Eure ima največjo pokitost (21%), medtem ko ima Manche najmanjšo (4%), z značilnimi posameznimi otoki.

### Reke
Reke v Normandiji so:
- Sena s pritoki: Andelle, Epte, Eure, Risle in Robec
- Obalne reke:: Bresle, Couesnon, ki je tradicionlna meja med Vojvodino Bretanijo in Vojvodino Normandijo, Dives,  Orne,  Sée, Sélune, Touques, Veules, najkrajša francoska reka in Vire

### Mesta
Glavna mesta (prebivalstvo ob popisu 1999) so Rouen (518.316 prebivalcev v metropolitanskem območju), prestolnica Zgornje Normandije in celotne pokrajine; Caen (420.000 prebivalcev v metropolitanskem območju), glavno mesto Spodnje Normandije; Le Havre (296.773 prebivalcev širše območje); in Cherbourg (117.855 prebivalcev v metropolitansko območje).

## Prebivalstvo
V januarju 2006 je bilo število prebivalcev v Normandiji (vključno z delom Perche, ki leži v notranjosti departmaja Orne, vendar brez Kanalskih otokov), ocenjeno na 3.260.000, s povprečno gostoto 109 prebivalca na km², tik pod francoskim državnim povprečjem, vendar pa narašča s 147 za Zgornji Normandiji.

## Gospodarstvo

### Hrana in pijača
Dele Normandije sestavlja strnjeno podeželje, pašniki za krave molznice in nasadi jablan. Široka paleta mlečnih izdelkov se proizvaja in izvaža. Sir so Camembert, Livarot, Pont l'Évêque, Brillat-Savarin, Neufchatel, Petit Suisse in Boursin.  Normandijsko maslo in smetana se pogosto uporabljata v specialitetah.
Ribe in morski sadeži so v Normandiji vrhunske kakovosti. Romb in ostrige iz Cotentinskega polotoka so velike specialitete. Normandija je izvoznik pokrovač in glavna regija za vzgojo školjk v Franciji.
Normandija je tudi glavna regija za proizvodnjo jabolčnega vina. Perry (hruškovo vino) se tudi proizvaja, vendar v manjših količinah. Jabolčno žganje, od katerega je najbolj znana sorta calvados, je prav tako priljubljen. Čas obeda  trou normand, je premor med obed, pri katerem je obvezen kozarec calvadosa, da bi izboljšali apetit in naredili prostor za naslednjo jed, in je še vedno običaj v mnogih domovih in restavracijah. Pommeau je aperitiv (apéritif) proizveden z mešanjem nefermentiranega jabolčnega vina in jabolčnega žganja. Drug aperitiv je kir normand, merica crème de cassis prelita z jabolčnim vinom. Bénédictine se proizvaja v Fecampu.
Jabolka se pogosto uporabljajo pri kuhanju, na primer: moules à la normande so školjke, kuhane z jabolki, smetano in sirom, bourdelots so jabolka, pečena v pecivu, jerebice so flambirane z jabolki, širom po pokrajini imajo svoje lastne variante jabolčnih tort, med bolj priljubljenimi je imenovana tan tan tan tan, ker ljudje ne morejo izgovoriti pravilno ime Tarte Tatin - klasično pecivo iz regije je Norman Tart, jabolčna torta.
Druge regionalne posebnosti so tripes à la mode de Caen, andouilles in andouillettes, pré salé jagnjetina, morski sadeži (školjke, jastogi, skuše, ...), in teurgoule (začinjen rižev puding).
Značilne normandijske jedi so račka à la rouennaise, dušen piščanec yvetois in gos en daube. Zajec je kuhan z mavrahi ali à la havraise (polnjen s tartufi), in cela vrsta drugih posebnosti. Normandija je rojstni kraj briošev (zlasti tisti iz Evreux in Gisors) in tudi douillons (hruške, pečene v testu), craquelins, rulettes v Rouenu, fouaces v Caenu, fallues in sablés v Lisieux, kot tudi karamele, marcipana in macaroonov.
Normandija je rojstni kraj Tailleventa (Guillaume Tirel), kuharja francoskih kraljev Karla V. in Karla VI. Napisal je najzgodnejšo francosko kuharsko knjigo z imenom Le Viandier. Tudi Confiture de lait je nastal v Normandiji okoli 14. stoletja.

## Kultura

### Slikarstvo
Normandija ima bogato tradicijo slikarstva in je dala Franciji nekatere njene najpomembnejše umetnike.
V 17. stoletju je bilo nekaj večjih francoskih slikarjev Normanov, kot so Nicolas Poussin, rojen v Les Andelys in Jean Jouvenet.
Romantiki so slikali normandijske obale Kanala. Richard Parkes Bonington in J.M.W. Turner sta prečkala Rokavski preliv iz Velike Britanije, ker ju je privlačila svetloba in krajine. Théodore Géricault, rojen v Rouenu, je bil opazna figura v romantičnem gibanju, pri čemer šteje njegova znana Radeau de la Méduse kot preboj romantičnega slikanja v Franciji, ko je bila uradno predstavljena na Salonu leta 1819. Realiste je zastopal Jean-François Millet, rojen v La Hague. Krajinar Eugène Boudin, rojen v Honfleurju, je imel odločujoč vpliv na impresioniste in je bil visoko cenjen pri Monetu.
Daleč stran od bolj formalnih in klasičnih tem na začetku 19. stoletja, so impresionistični slikarji raje slikali na prostem, v naravni svetlobi in se osredotočali na pokrajine, mesta in prizore iz vsakdanjega življenja. Vodja gibanja in oče modernega slikarstva, Claude Monet, je morda eden od najbolj znanih impresionistov in glavni lik umetniške dediščine v Normandiji. Njegova hiša in vrtovi na Givernyju so ena glavnih turističnih znamenitosti v regiji, mnogi obiščejo njihovo lepoto in vodne lilije, kot so bili pomembni za Monetov umetniški navdih. Normandija je bila v središču njegovega ustvarjanja, od slik stolnice v Rouenu, do znamenitih upodobitev pečin v Etretatu, plaže in pristanišče Fécamp in vzhodom v Le Havru. Njegova Impresija vzhajajočega sonca v Le Havru, ki je bila osnova za gibanje, ki so ga poimenovali impresionizem. Po Monetu, so vsi glavne avantgardni slikarji v 1870-tih in 1880-tih prišli v Normandijo slikati svoje krajine in njeno spreminjajočo svetlobo, osredotočeni v dolini Sene in normandijski obali.
Krajine in prizori iz vsakdanjega življenja so ovekovečili na platnu tudi umetniki, kot so: William Turner, Gustave Courbet, v Honfleurju rojen Eugène Boudin, Camille Pissarro, Alfred Sisley, Auguste Renoir, Gustave Caillebotte, Paul Gauguin, Georges Seurat, Paul Signac, Pierre Bonnard, Georges Braque in Pablo Picasso. Medtem ko Monetova dela krasijo galerije in zbirke po vsem svetu, je izjemno količino impresionističnih del mogoče najti v galerijah po vsej Normandiji, kot so Muzej lepih umetnosti v Rouenu, Musée Eugène Boudin v Honfleurju ali André Malraux muzej v Le Havru .
Maurice Denis, eden od voditeljev in teoretikov gibanja Les Nabis (simbolizem) v 1890-tih, je bil rojen v Granville, v departmaju Manche.
Société Normande de Peinture Moderne so leta 1909 ustanovili Pierre Dumont, Robert Antoine Pinchon, Yvonne Barbier in Eugène Tirvert. Med člani so bili Raoul Dufy, rojen v Le Havru, Albert Marquet, Francis Picabia in Maurice Utrillo. Tudi v tem gibanju so bili bratje Duchamp Jacques Villon in Marcel Duchamp, ki velja za enega od očetov moderne umetnosti, tudi domačin v Normandiji. Jean Dubuffet, eden vodilnih francoskih umetnikov 1940-tih in 1950-tih se je rodil v Le Havru.

### Jezik
Francoščina je edini uradni jezik v kontinentalni Normandiji. Angleščina je tudi uradni jezik na Kanalskih otokih. Normanski jezik, regionalni jezik, ki ga govori manjšina prebivalstva na celini in otokih, je skoncentriran na polotoku Cotentin na skrajnem zahodu (dialekt Cotentinais) in v Pays de Caux na vzhodu (dialekt Cauchois). Veliko krajevnih imen kaže nordijski vpliv, kot na primer -bec (tok), -fleur (reka), -hou (otok), -tot (domačija), -dal ali -dalle (dolina) in -hogue (hrib, kup). 

### Arhitektura
Arhitekturno normandijsko značilnost kažejo stolnice, opatije (kot opatiji Bec) in gradovi nekdanje vojvodine na način, ki zrcali podoben vzorec normanske arhitekture v Angliji po normanskem osvajanju leta 1066.
Tradicionalno arhitekturo v zgornji Normandiji zaznamujejo pol lesene stavbe, ki spominjajo tudi na tradicionalno angleško arhitekturo, čeprav so kmetije v Pays de Caux bolj svojevrsten odgovor na socialno-ekonomske in podnebne vplive. Veliko urbane arhitekturne dediščine je bilo v bitki za Normandijo leta 1944 uničene - povojna obnova mest, kot v Le Havru in Saint- Lô, bi lahko rekli, kaže tako vrline kot grehe modernističnih in brutalnih trendov 1950-tih in 1960-tih. Le Havre, mesto je obnovil Auguste Perret, je bil dodan na seznam svetovne dediščine UNESCO v letu 2005.
Tradicionalna arhitektura v spodnji Normandiji ima svojo obliko iz granita, prevladujočega lokalnega gradbenega materiala. Kanalski otoki prav tako - Chausey je bil dolga leta vir za pridobivanje granita, vključno s tistim, ki se je uporabljal za gradnjo Mont Saint-Michel.
Južni del Bagnoles-de-l'Orne je napolnjen z meščanskimi vilami v slogu Belle Époque z večbarvnimi fasadami, ločnimi okni in edinstvenimi ostrešji. To območje, zgrajeno med letoma 1886 in 1914, je avtentičen "Bagnolese" slog in je značilen za visoko družbo za počitniški čas. Kapela sv. Germanusa (Chapelle Saint-Germain) pri Querqueville s tlorisom v obliki triperesne detelje vključuje elemente enega od prvih ohranjenih krajev bogoslužja v Cotentinu - morda samo še galo-romanska krstilnica v Port-Bail. Posvečena je Germanusu Normandijskem.

### Religija
Od francoskega zakona iz leta 1905 o ločitvi cerkve in države, ni bila ustanovljena nobena cerkev v celinski Normandiji. Na Kanalskih otokih je bila ustanovljena anglikanska cerkev.
Krščanski misijonarji so ustanovili meniške skupnosti na območju v 5. in 6. stoletju. Nekateri od teh misijonarjev so prišli iz čez Rokavski preliv. Vpliv keltskega krščanstva je še vedno mogoče najti v Cotentinu. S pogoji iz pogodbe Saint-Clair-sur-Epte, je Rollo, ki je bil Viking in pogan, sprejel krščanstvo in je bil krščen. Vojvodstvo Normandija je bila torej formalno krščanska od ustanovitve dalje. Stolnice v Normandiji so stoletja skrbele za zadeve tako glede vere kot politike. Kralj Henrik II. Angleški je za pokoro zgradil stolnico Avranches 21. maja 1172 in bil oproščen obsodbe zaradi umora  Thomasa Becketa. Mont Saint-Michel je zgodovinsko romarsko mesto.
Normandija nima enega splošno dogovorjenega zavetnika, čeprav naj bil ta naslov pripisovali svetemu Mihaelu in svetemu Ouen. Mnoge svetnike so častili skozi stoletja, med njimi:
- Aubert, ustanovitelj Mont Saint-Michel
- Marcouf in Laud pomembna za Normandijo
- Helier in Samson Dol, oznanjevalca na Kanalskih otokih
- Sveti Tomaž Becket, Anglo-Norman, katerega starši so bili iz Rouena, ki je bil predmet precejšnjega kulta v celinski Normandiji glede na njegovo mučeništvo
- Ivana Orleanska ki je bila umorjena v Rouen in ki se je tam posebej spomninjajo
- Thérèse de Lisieux katere rojstna hiša v Alençonu in dom v Lisieuxu sta romarska kraja.
- Germanus Normandijski

## Galerija
- Viljem Osvajalec, Tapiserija iz Bayeuxa
- Mont Saint-Michel
- Stolnica v Rouenu, slika delo Clauda Moneta
- Nemški top v Normandiji med 2. svetovno vojno
- Most Pegasus
- Château Gaillard
- Honfleur
- Le Havre
- Arromanches, Mulberry
- Predalčna lesena hiša v Rouenu
- Saint-Cenéri Le Gerei
- Mont-Saint-Michel
- Mont-Saint-Michel
- Polje pokrito s snegom v Normandiji